# Aleksandăr Branekov
Aleksandăr Georgiev Branekov (in bulgaro Александър Георгиев Бранеков?; Sofia, 31 maggio 1987) è un ex calciatore bulgaro, di ruolo difensore.

## Carriera

### Club
Comincia la carriera nelle giovanili del CSKA Sofia, squadra con cui debutta nel 2004. Nel 2007 viene mandato in prestito al Lokomotiv Plovdiv; tornerà nella squadra della sua città l'anno successivo.

### Nazionale
Ha ottenuto numerose presenze con la Bulgaria Under-21.

## Palmarès

### Club

#### Competizioni nazionali
- Campionato bulgaro: 1

CSKA Sofia: 2004-2005
- Coppa di Bulgaria: 2

CSKA Sofia: 2005-2006, 2015-2016
- Supercoppa di Bulgaria: 1

CSKA Sofia: 2006